# Polizia Penitenziaria Maran Calcio a 5
La Società Dilettantistica Polizia Penitenziaria Maran è stata una società italiana di Calcio a 5 con sede a Spoleto.

## Storia
L'Associazione Sportiva Polizia Penitenziaria nasce nel 1985 come società ricreativa del Corpo di polizia penitenziaria; inizialmente fondata come squadra di calcio a 11 solo nel 1999 si ha la creazione di una squadra di calcio a 5. Nelle prime stagioni la squadra era composta prevalentemente da agenti, ma l'innesto di alcuni calciatori locali permette in breve tempo di scalare le categorie regionali fino a raggiungere la serie C1. 
Nell'estate del 2002 si registra la fusione con un'altra società cittadina ovvero la Bowling Calcio a 5 che nella stagione 2001-02 aveva disputato il campionato di serie B nazionale, concludendolo però con una retrocessione: nasce così l'A.S. Polizia Penitenziaria Bowling.
La fusione porta la società neocostituita a centrare l'obiettivo promozione tramite i play-off. Nel 2005 la società assume la denominazione A.S.D. Polizia Penitenziaria Maran e al termine della stagione è promossa in serie A2 con un ruolino di marcia impressionante fatto di 25 vittorie e 1 pareggio all'ultima giornata in casa della seconda in classifica, centrando la matematica promozione già a 4 giornate dal termine. Nella stagione 2006/2007 affronta il campionato nazionale di Serie A2, disputando le proprie partite casalinghe al Palazzetto dello Sport "Don G. Rota" di Spoleto. Al termine della stagione lo Spoleto raggiunge i playoff di serie A2 (playout di A1) e si contende il posto in A1 con il Reggio Calabria, ma non riesce a conquistare la massima serie. La sorpresa arriva quando lo Spoleto, al termine della stagione stessa, viene ripescato in A1 proprio alle spese del Reggio Calabria, non ammesso al campionato.
Durante l'estate del 2010 la società non presenta domanda di iscrizione al campionato di Serie A2, terminando di fatto la propria attività sportiva.

## Cronistoria
| Cronistoria della Polizia Penitenziaria Maran |
| --- |
| - 1999 · Fondazione della squadra di calcio a 5 della Polizia Penitenziaria. - 1999-00 · 6ª nel girone ? di Serie D Umbria. - 2000-01 · 1ª nel girone ? di Serie D Umbria. Promossa in Serie C2. - 2001-02 · 1ª nel girone ? di Serie C2 Umbria. Promossa in Serie C1. - 2002 · Fusione con la Bowling C5, assume la denominazione Polizia Penitenziaria Bowling. - 2002-03 · 2ª in Serie C1 Umbria. Promossa in Serie B. Vince i play-off promozione. Vince la Coppa Italia regionale (1º titolo). - 2003-04 · 11ª nel girone C di Serie B. Retrocessa in Serie C1, viene ripescata. Sconfitta ai play-out. Sedicesimi di finale di Coppa Italia di Serie B. - 2004-05 · 10ª nel girone C di Serie B. Vince i play-out. 1ª fase di Coppa Italia di Serie B. - 2005 · Assume la denominazione Polizia Penitenziaria Maran. - 2005-06 · 1ª nel girone C di Serie B. Promossa in Serie A2. - 2006-07 · 4ª nel girone B di Serie A2. Sconfitta nello spareggio promozione-salvezza. - 2007-08 · 4ª nel girone B di Serie A2. Ripescata in Serie A. Sconfitta nello spareggio promozione-salvezza. Vince la Coppa Italia di Serie A2 (1º titolo). - 2008-09 · 13ª in Serie A. Retrocessa in Serie A2. - 2009-10 · 6ª nel girone A di Serie A2. - 2010 · Scioglimento della società. |

## Statistiche e record

### Partecipazioni ai campionati
| Livello | Categoria | Partecipazioni | Debutto   | Ultima stagione | Totale |
| ------- | --------- | -------------- | --------- | --------------- | ------ |
| 1º      | Serie A   | 1              | 2008-2009 | 2008-2009       | 1      |
| 2º      | Serie A2  | 3              | 2006-2007 | 2009-2010       | 3      |
| 3º      | Serie B   | 3              | 2003-2004 | 2005-2006       | 3      |
| 4º      | Serie C1  | 1              | 2002-2003 | 2002-2003       | 1      |
| 5º      | Serie C2  | 1              | 2001-2002 | 2001-2002       | 1      |
| 6º      | Serie D   | 2              | 1999-2000 | 2000-2001       | 2      |

## Organigramma societario
- Presidente: Nazzareno D'Atanasio
- Vicepresidenti: Paolo Santarelli e Roberto Franquillo
- Direttore Generale: Luca Paloni
- Team Manager: Roberto Brunetti
- Direttore Sportivo: Stefano Bocchini
- Addetto Stampa: Paolo Augusto Menconi

## Rosa 2007-2008
| N° | Naz.               | Ruolo      | Sportivo                | Anno     |  |  |
| -- | ------------------ | ---------- | ----------------------- | -------- |  |  |
|    | Italia (bandiera)  | Portiere   | Valerio Barigelli       | 19.10.82 |  |  |
|    | Italia (bandiera)  | Portiere   | Michele D'Angeli        | 03.12.86 |  |  |
|    | Italia (bandiera)  | Portiere   | Dario Salci             | 19.11.84 |  |  |
|    | Italia (bandiera)  | Difensore  | Andrea Clementini       | 05.07.77 |  |  |
|    | Brasile (bandiera) | Difensore  | Claudio De Moraes       | 02.08.76 |  |  |
|    | Brasile (bandiera) | Difensore  | João Lara               | 05.07.86 |  |  |
|    | Italia (bandiera)  | Difensore  | Francesco Milani        | 25.01.79 |  |  |
|    | Brasile (bandiera) | Difensore  | Gabriel Senigalia       | 10.04.87 |  |  |
|    | Brasile (bandiera) | Difensore  | Márcio Zancanaro        | 06.08.80 |  |  |
|    | Brasile (bandiera) | Laterale   | Vito Caetano            | 20.03.86 |  |  |
|    | Brasile (bandiera) | Laterale   | Fabiano Cavalli         | 26.09.83 |  |  |
|    | Brasile (bandiera) | Laterale   | Algodão                 | 13.08.80 |  |  |
|    | Brasile (bandiera) | Pivot      | Bruno Cavalli           | 04.03.86 |  |  |
|    | Italia (bandiera)  | Pivot      | Daniele Paolucci        | 14.05.83 |  |  |
|    | Italia (bandiera)  | Pivot      | Ricardo Atkinson        | 06.07.84 |  |  |
|    | Italia (bandiera)  | Allenatore | Massimiliano Monsignori | -        |  |  |

## Palmarès
- Coppa Italia di Serie A2: 1

2007-08